# Zuidoost-Aziatisch kampioenschap voetbal 2010
De AFF Suzuki Cup 2010 was de achtste editie van het Zuidoost-Aziatisch kampioenschap voetbal. De groepswedstrijden werden in van 1 tot en met 8 december in Indonesië en Vietnam gespeeld. De halve finale (15-19 december) en de finale (26 en 29 december) wordt over twee wedstrijden gespeeld met thuis- en uitwedstrijden in het eigen land.

## Kwalificatie
Het kwalificatietoernooi vond plaats in Laos van 22 tot en met 26 oktober 2010 voor de laagst geklasseerde landen van de ASEAN. De eerste twee landen plaatsten zich voor het eindtoernooi.
Stadions
| Vientiane                 | · Vientiane |
| New Laos National Stadium | · Vientiane |
| Capaciteit: 25.000        | · Vientiane |
|                           | · Vientiane |

Eindstand
| Team       | Pld | W | D | L | GF | GA | GD  | Pts |
| ---------- | --- | - | - | - | -- | -- | --- | --- |
| Laos       | 3   | 1 | 2 | 0 | 8  | 3  | +5  | 5   |
| Filipijnen | 3   | 1 | 2 | 0 | 7  | 2  | +5  | 5   |
| Cambodja   | 3   | 1 | 2 | 0 | 4  | 2  | +2  | 5   |
| Oost-Timor | 3   | 0 | 0 | 3 | 3  | 15 | −12 | 0   |

Wedstrijden
|                                                  |            |                  |                                                                  |                                                                   |
| 22 oktober 2010 «onderlinge duels» 16:00 (UTC+7) | Oost-Timor | 0 – 5            | Filipijnen                                                       | National Sports Complex, Vientiane Scheidsrechter: Leow Thiam Hoe |
| 22 oktober 2010 «onderlinge duels» 16:00 (UTC+7) |            | Wedstrijdverslag | Araneta 27', 41', 57' P. Younghusband 30' (pen.) Del Rosario 32' | National Sports Complex, Vientiane Scheidsrechter: Leow Thiam Hoe |

|                                                  |                  |       |          |                                                                            |
| 22 oktober 2010 «onderlinge duels» 18:30 (UTC+7) | Laos             | 0 – 0 | Cambodja | National Sports Complex, Vientiane Scheidsrechter: Mohd Nafeez Abdul Wahab |
| 22 oktober 2010 «onderlinge duels» 18:30 (UTC+7) | Wedstrijdverslag |       |          | National Sports Complex, Vientiane Scheidsrechter: Mohd Nafeez Abdul Wahab |

|                                                  |                                |                  |                         |                                                                    |
| 24 oktober 2010 «onderlinge duels» 16:00 (UTC+7) | Cambodja                       | 4 – 2            | Oost-Timor              | National Sports Complex, Vientiane Scheidsrechter: Phung Dinh Dung |
| 24 oktober 2010 «onderlinge duels» 16:00 (UTC+7) | Borey 26', 29', 40' Sinoun 75' | Wedstrijdverslag | do Carmo 5' Barbosa 84' | National Sports Complex, Vientiane Scheidsrechter: Phung Dinh Dung |

|                                                  |                                  |                  |                                                  |                                                                        |
| 24 oktober 2010 «onderlinge duels» 18:30 (UTC+7) | Laos                             | 2 – 2            | Filipijnen                                       | National Sports Complex, Vientiane Scheidsrechter: Mongkolchai Pechsri |
| 24 oktober 2010 «onderlinge duels» 18:30 (UTC+7) | Vongchiengkham 28' Sysomvang 40' | Wedstrijdverslag | P. Younghusband 76' (pen.) J. Younghusband 90+4' | National Sports Complex, Vientiane Scheidsrechter: Mongkolchai Pechsri |

|                                                  |                  |       |          |                                                                            |
| 26 oktober 2010 «onderlinge duels» 16:00 (UTC+7) | Filipijnen       | 0 – 0 | Cambodja | National Sports Complex, Vientiane Scheidsrechter: Mohd Nafeez Abdul Wahab |
| 26 oktober 2010 «onderlinge duels» 16:00 (UTC+7) | Wedstrijdverslag |       |          | National Sports Complex, Vientiane Scheidsrechter: Mohd Nafeez Abdul Wahab |

|                                                  | |                  |             |                                                                    |
| 26 oktober 2010 «onderlinge duels» 18:30 (UTC+7) | Laos                                                                                               | 6 – 1            | Oost-Timor  | National Sports Complex, Vientiane Scheidsrechter: Phung Dinh Dung |
| 26 oktober 2010 «onderlinge duels» 18:30 (UTC+7) | Namthavixay 11' Vongchiengkham 16' Singto 47' (pen.) Inthammavong 59' Sysomvang 61' Souksavanh 78' | Wedstrijdverslag | do Carmo 8' | National Sports Complex, Vientiane Scheidsrechter: Phung Dinh Dung |

## Deelnemende landen

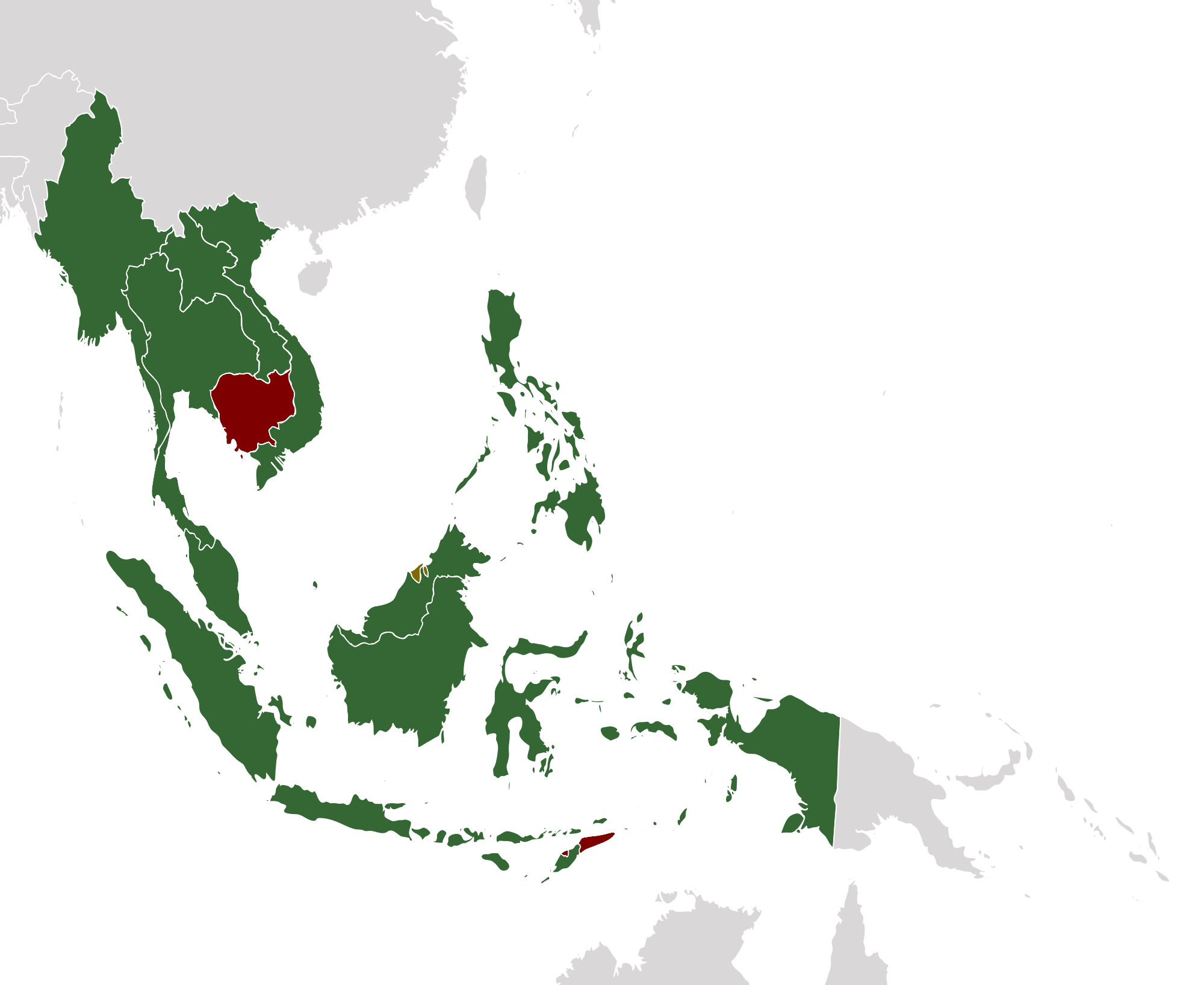
Gekwalificeerd
Niet gekwalificeerd
Uitgesloten van deelname.

De volgende teams namen deel aan het eindtoernooi, Indonesië en Vietnam waren als gastlanden zeker van deelname. Brunei werd uitgesloten van deelname.
| Land                              | Deelname | Beste resultaat            |
| --------------------------------- | -------- | -------------------------- |
| Indonesië                         | 8e       | Tweede                     |
| Laos (kwalificatietoernooi)       | 8e       | Groepsfase                 |
| Maleisië                          | 8e       | Tweede                     |
| Myanmar                           | 8e       | Vierde                     |
| Filipijnen (kwalificatietoernooi) | 7e       | Groepsfase                 |
| Singapore                         | 8e       | Winnaar (1998, 2004, 2007) |
| Thailand                          | 8e       | Winnaar (1996, 2000, 2002) |
| Vietnam                           | 8e       | Winnaar (2008)             |

## Speelsteden
| Jakarta                                                                                      | Palembang                                                                    | Hanoi | Kuala Lumpur                                                         |
| -------------------------------------------------------------------------------------------- | ---------------------------------------------------------------------------- | --- | -------------------------------------------------------------------- |
| Bung Karnostadion Capaciteit: 88.306 Groepsfase, halve finale, finale                        | Gelora Sriwijaya-stadion Capaciteit: 40.000 Groepsfase                       | Mỹ Đình Nationaal Stadium Capaciteit: 40.192 Groepsfase, halve finale Thiên Trường Stadium Capaciteit: 30.000 Groepsfase | Bukit Jalil National Stadium Capaciteit: 87.411 Halve finale, finale |
| Gelora Bung Karno (Jakarta, Indonesia) Indonesia V Saudi Arabia (Asian Cup, 2nd Group Match) | Gelora Sriwijaya Stadium, in Jakabaring, Palembang, South Sumatra, Indonesia | (Mỹ Đình stadiion) |                                                                      |

## Groepsfase

### Groep A
| Team      | Pld | W | D | L | GF | GA | GD  | Pts |
| --------- | --- | - | - | - | -- | -- | --- | --- |
| Indonesië | 3   | 3 | 0 | 0 | 13 | 2  | +11 | 9   |
| Maleisië  | 3   | 1 | 1 | 1 | 6  | 6  | 0   | 4   |
| Thailand  | 3   | 0 | 2 | 1 | 3  | 4  | −1  | 2   |
| Laos      | 3   | 0 | 1 | 1 | 3  | 13 | −6  | 1   |

|                                                  |                    |       |                                |                                                       |
| 1 december 2010 «onderlinge duels» 17:00 (UTC+7) | Thailand           | 2 – 2 | Laos                           | Bung Karnostadion, Jakarta Scheidsrechter: Ryuji Sato |
| 1 december 2010 «onderlinge duels» 17:00 (UTC+7) | Sarayoot 67' 90+1' |       | I. Konekham 54' S. Kanlaya 82' | Bung Karnostadion, Jakarta Scheidsrechter: Ryuji Sato |

|                                                  |                                                                    |       |                |                                                       |
| 1 december 2010 «onderlinge duels» 19:30 (UTC+7) | Indonesië                                                          | 5 – 1 | Maleisië       | Bung Karnostadion, Jakarta Scheidsrechter: Vo Min Tri |
| 1 december 2010 «onderlinge duels» 19:30 (UTC+7) | Asraruddin 22' (e.d.) Gonzáles 33' Ridwan 52' Arif 76' Irfan 90+4' |       | Norshahrul 18' | Bung Karnostadion, Jakarta Scheidsrechter: Vo Min Tri |

|                                                  |          |       |          |                                                    |
| 4 december 2010 «onderlinge duels» 17:00 (UTC+7) | Thailand | 0 – 0 | Maleisië | Bung Karnostadion, Jakarta Scheidsrechter: Win Cho |
| 4 december 2010 «onderlinge duels» 17:00 (UTC+7) |          |       |          | Bung Karnostadion, Jakarta Scheidsrechter: Win Cho |

|                                                  |      |                                                             |           |                                                       |
| 4 december 2010 «onderlinge duels» 19:30 (UTC+7) | Laos | 0 – 6                                                       | Indonesië | Bung Karnostadion, Jakarta Scheidsrechter: Daud Abbas |
| 4 december 2010 «onderlinge duels» 19:30 (UTC+7) |      | Firman 28' (pen) 50' Ridwan 34' Irfan 62' Arif 76' Okto 81' |           | Bung Karnostadion, Jakarta Scheidsrechter: Daud Abbas |

|                                                  |                                                                  |       |                  |                                                                 |
| 7 december 2010 «onderlinge duels» 19:30 (UTC+7) | Maleisië                                                         | 5 – 1 | Laos             | Gelora Sriwijaya-stadion, Palembang Scheidsrechter: Vo Minh Tri |
| 7 december 2010 «onderlinge duels» 19:30 (UTC+7) | M. Amri 4', 41' M. Amirulhadi 74' N. Idlan 77' M. Bin Jasuli 90' |       | Lamnao Singto 8' | Gelora Sriwijaya-stadion, Palembang Scheidsrechter: Vo Minh Tri |

|                                                  |                                   |       |              |                                                                            |
| 7 december 2010 «onderlinge duels» 19:30 (UTC+7) | Indonesië                         | 2 – 1 | Thailand     | Bung Karnostadion, Jakarta Toeschouwers: 65.000 Scheidsrechter: Ryuji Sato |
| 7 december 2010 «onderlinge duels» 19:30 (UTC+7) | B. Pamungkas 81' (pen), 88' (pen) |       | S. Suhka 68' | Bung Karnostadion, Jakarta Toeschouwers: 65.000 Scheidsrechter: Ryuji Sato |

### Groep B
| Team       | Pld | W | D | L | GF | GA | GD | Pts |
| ---------- | --- | - | - | - | -- | -- | -- | --- |
| Vietnam    | 3   | 2 | 0 | 1 | 8  | 1  | +5 | 6   |
| Filipijnen | 3   | 1 | 2 | 0 | 3  | 1  | +2 | 5   |
| Singapore  | 3   | 1 | 1 | 1 | 3  | 3  | 0  | 4   |
| Myanmar    | 3   | 0 | 1 | 2 | 2  | 9  | −7 | 1   |

|                                                  |           |       |                 |                                                                  |
| 2 december 2010 «onderlinge duels» 17:00 (UTC+7) | Singapore | 1 – 1 | Filipijnen      | Mỹ Đình Nationaal Stadion, Hanoi Scheidsrechter: Chaiya Mahaprab |
| 2 december 2010 «onderlinge duels» 17:00 (UTC+7) | Đurić 65' |       | Greatwich 90+3' | Mỹ Đình Nationaal Stadion, Hanoi Scheidsrechter: Chaiya Mahaprab |

|                                                  |                                                                                   |       |              |                                                               |
| 2 december 2010 «onderlinge duels» 19:30 (UTC+7) | Vietnam                                                                           | 7 – 1 | Myanmar      | Mỹ Đình Nationaal Stadion, Hanoi Scheidsrechter: Singh Pratap |
| 2 december 2010 «onderlinge duels» 19:30 (UTC+7) | N.A. Đức 13' 66' N.M. Phương 31' L.T. Tài 51' N.T. Hoàng 74' 83' N.V. Phong 90+5' |       | A.K. Moe 16' | Mỹ Đình Nationaal Stadion, Hanoi Scheidsrechter: Singh Pratap |

|                                                  |                     |       |               |                                                               |
| 5 december 2010 «onderlinge duels» 17:00 (UTC+7) | Singapore           | 2 – 1 | Myanmar       | Mỹ Đình Nationaal Stadion, Hanoi Scheidsrechter: Tao Ranchang |
| 5 december 2010 «onderlinge duels» 17:00 (UTC+7) | Đurić 62' Agu 90+3' |       | K.M. Lwin 12' | Mỹ Đình Nationaal Stadion, Hanoi Scheidsrechter: Tao Ranchang |

|                                                  |                                      |       |         |                                                                   |
| 5 december 2010 «onderlinge duels» 19:30 (UTC+7) | Filipijnen                           | 2 – 0 | Vietnam | Mỹ Đình Nationaal Stadion, Hanoi Scheidsrechter: Jimmy Napitupulu |
| 5 december 2010 «onderlinge duels» 19:30 (UTC+7) | C. Greatwich 38' P. Younghusband 79' |       |         | Mỹ Đình Nationaal Stadion, Hanoi Scheidsrechter: Jimmy Napitupulu |

|                                                  |         |       |            |                                                          |
| 8 december 2010 «onderlinge duels» 19:30 (UTC+7) | Myanmar | 0 – 0 | Filipijnen | Thiên Trường Stadium, Hanoi Scheidsrechter: Pratap Singh |
| 8 december 2010 «onderlinge duels» 19:30 (UTC+7) |         |       |            | Thiên Trường Stadium, Hanoi Scheidsrechter: Pratap Singh |

|                                                  |                |       |           |                                                                  |
| 8 december 2010 «onderlinge duels» 19:30 (UTC+7) | Vietnam        | 1 – 0 | Singapore | Mỹ Đình Nationaal Stadion, Hanoi Scheidsrechter: Chaiya Mahaprab |
| 8 december 2010 «onderlinge duels» 19:30 (UTC+7) | N.V. Phong 32' |       |           | Mỹ Đình Nationaal Stadion, Hanoi Scheidsrechter: Chaiya Mahaprab |

## Knock-outfase
|  | Halve finale | Halve finale | Halve finale | Halve finale | Halve finale |   |            | Finale   | Finale | Finale | Finale | Finale |
|  |              |              |              |              |              |   |            |          |        |        |        |        |
|  | A2           | Maleisië     | 2            | 0            | 2            |   |            |          |        |        |        |        |
|  | B1           | Vietnam      | 0            | 0            | 0            |   |            |          |        |        |        |        |
|  | B1           | Vietnam      | 0            | 0            | 0            |   | H1         | Maleisië | 3      | 1      | 4      |        |
|  |              |              |              |              |              |   | H1         | Maleisië | 3      | 1      | 4      |        |
|  |              | H2           | Indonesië    | 0            | 2            | 2 |            |          |        |        |        |        |
|  | B2           | H2           | Indonesië    | 0            | 2            | 2 | Filipijnen | 0        | 0      | 0      |        |        |
|  | B2           |              |              |              |              |   | Filipijnen | 0        | 0      | 0      |        |        |
|  | A1           | Indonesië    | 1            | 1            | 2            |   |            |          |        |        |        |        |

### Halve finales
De halve finale wordt gespeeld middels een thuis- en uitwedstrijd in de landen zelf. Bij een gelijke stand na twee wedstrijden tellen uitdoelpunten niet dubbel (zoals vaak gebruikelijk is) maar volgt verlenging. Indien de stand dan nog steeds gelijk is, volgen strafschoppen.
Heenwedstrijd
|                                                   |                |       |         |                                                                                            |
| 15 december 2010 «onderlinge duels» 20:00 (UTC+8) | Maleisië       | 2 – 0 | Vietnam | Bukit Jalil National Stadium, Kuala Lumpur Toeschouwers: 53.000 Scheidsrechter: Sun Baojie |
| 15 december 2010 «onderlinge duels» 20:00 (UTC+8) | Safee 60', 79' |       |         | Bukit Jalil National Stadium, Kuala Lumpur Toeschouwers: 53.000 Scheidsrechter: Sun Baojie |

|                                                   |            |              |           |                                                                                            |
| 16 december 2010 «onderlinge duels» 19:00 (UTC+7) | Filipijnen | 0 – 1        | Indonesië | Bung Karnostadion, Jakarta, Indonesië * Toeschouwers: 70.000 Scheidsrechter: Masoud Moradi |
| 16 december 2010 «onderlinge duels» 19:00 (UTC+7) |            | Gonzáles 32' |           | Bung Karnostadion, Jakarta, Indonesië * Toeschouwers: 70.000 Scheidsrechter: Masoud Moradi |

Terugwedstrijd
|                                                 |         |       |          |                                                                                    |
| 18 december 2010 «onderlinge duels» 19:00 UTC+7 | Vietnam | 0 – 0 | Maleisië | Mỹ Đình Nationaal Stadion, Hanoi Toeschouwers: 40.000 Scheidsrechter: Kim Sang-woo |
| 18 december 2010 «onderlinge duels» 19:00 UTC+7 |         |       |          | Mỹ Đình Nationaal Stadion, Hanoi Toeschouwers: 40.000 Scheidsrechter: Kim Sang-woo |

Maleisië wint met 2-0 over twee wedstrijden.
|                                                 |              |       |            |                                                                                             |
| 19 december 2010 «onderlinge duels» 19:00 UTC+7 | Indonesië    | 1 – 0 | Filipijnen | Bung Karnostadion, Jakarta Toeschouwers: 88.000 Scheidsrechter: Ali Hasan Ebrahim Abdulnabi |
| 19 december 2010 «onderlinge duels» 19:00 UTC+7 | Gonzáles 43' |       |            | Bung Karnostadion, Jakarta Toeschouwers: 88.000 Scheidsrechter: Ali Hasan Ebrahim Abdulnabi |

Indonesië wint met 2-0 over twee wedstrijden
* Het eerste duel in de halve finale zou in de Filipijnen (als thuiswedstrijd) worden gespeeld ; maar doordat het stadion niet beschikbaar is werd het duel in Indonesië gespeeld.

### Finale
De finale wordt gespeeld middels een thuis- en uitwedstrijd in de landen zelf. Bij een gelijke stand na twee wedstrijden tellen uitdoelpunten niet dubbel (zoals vaak gebruikelijk is) maar volgt verlenging. Indien de stand dan nog steeds gelijk is, volgen strafschoppen.
|                                                   |                          |       |           |                                                                                              |
| 26 december 2010 «onderlinge duels» 20:00 (UTC+8) | Maleisië                 | 3 – 0 | Indonesië | Bukit Jalil National Stadium, Kuala Lumpur Toeschouwers: 80.000 Scheidsrechter: Masaaki Toma |
| 26 december 2010 «onderlinge duels» 20:00 (UTC+8) | Safee 61' 73' Ashari 68' |       |           | Bukit Jalil National Stadium, Kuala Lumpur Toeschouwers: 80.000 Scheidsrechter: Masaaki Toma |

|                                                   |                       |       |           |                                                                                      |
| 29 december 2010 «onderlinge duels» 19:00 (UTC+7) | Indonesië             | 2 – 1 | Maleisië  | Gelora Bung Karno Stadium, Jakarta Toeschouwers: 100.000 Scheidsrechter: Peter Green |
| 29 december 2010 «onderlinge duels» 19:00 (UTC+7) | Nasuha 72' Ridwan 87' |       | Safee 54' | Gelora Bung Karno Stadium, Jakarta Toeschouwers: 100.000 Scheidsrechter: Peter Green |

| Winnaar AFF Championship 2010 |
| ----------------------------- |
|                               |
| Maleisië Eerste titel         |

## Toernooiranglijst
| Rank                              | Team       | Gsp | W | G | V | DV | DT | DS  |
| --------------------------------- | ---------- | --- | - | - | - | -- | -- | --- |
|                                   | Maleisië   | 7   | 3 | 2 | 2 | 12 | 8  | +4  |
|                                   | Indonesië  | 7   | 6 | 0 | 1 | 17 | 6  | +11 |
| Uitgeschakeld in de halve finales |            |     |   |   |   |    |    |     |
| 3                                 | Vietnam    | 5   | 2 | 1 | 2 | 8  | 5  | +3  |
| 4                                 | Filipijnen | 5   | 1 | 2 | 2 | 3  | 3  | 0   |
| Uitgeschakeld in de groepsfase    |            |     |   |   |   |    |    |     |
| 5                                 | Singapore  | 3   | 1 | 1 | 1 | 3  | 3  | 0   |
| 6                                 | Thailand   | 3   | 0 | 2 | 1 | 3  | 4  | –1  |
| 7                                 | Myanmar    | 3   | 0 | 1 | 2 | 2  | 9  | –7  |
| 8                                 | Laos       | 3   | 0 | 1 | 2 | 3  | 13 | –10 |

## Doelpuntmakers
5 doelpunten
- Safee Sali

3 doelpunten
- Cristian Gonzáles
- Muhammad Ridwan

2 doelpunten
- Arif Suyono
- Bambang Pamungkas
- Firman Utina
- Irfan Bachdim

- Mohd Amri Yahyah
- Norshahrul Idlan Talaha
- Christopher Greatwich
- Aleksandar Đurić

- Sarayuth Chaikamdee
- Nguyễn Anh Đức
- Nguyễn Trọng Hoàng
- Nguyễn Vũ Phong

1 doelpunt
- Mohammad Nasuha
- Oktovianus Maniani
- Kanlaya Sysomvang
- Konekham Inthammvong
- Lamnao Singto

- Mohd Amirul Hadi Zainal
- Mahali Jasuli
- Mohd Ashaari Shamsuddin
- Aung Kyaw Moe
- Khin Maung Lwin

- Phil Younghusband
- Agu Casmir
- Suree Sukha
- Lê Tấn Tài
- Nguyễn Minh Phương

Eigen doelpunt
- Mohd Asraruddin Putra Omar (Tegen Indonesië)

1996 · 1998 · 2000 · 2002 · 2004 · 2007 · 2008 · 2010 · 2012 · 2014 · 2016 · 2018 · 2020 · 2022 · 2024